# Vera Stroïeva
 (janvier 2017).
Si vous disposez d'ouvrages ou d'articles de référence ou si vous connaissez des sites web de qualité traitant du thème abordé ici, merci de compléter l'article en donnant les références utiles à sa vérifiabilité et en les liant à la section « Notes et références ».
Vera Stroïeva (en russe : Вера Строева), née le 21 septembre 1903 à Kiev et morte le 26 août 1991 à Moscou, est une réalisatrice, scénariste et comédienne soviétique.

## Biographie
Issue de la petite noblesse de Kiev, la future cinéaste s'appelle Vera Richter à la naissance. Son père Pavel Richter change son nom de famille à consonnance allemande pour Stroïev en 1915, en pleine Première Guerre mondiale. En 1920-1922, Vera Stroïeva étudie à l'Université nationale Karpenko-Kary, puis aux ateliers d'art dramatique de Commissariat du Peuple à l'éducation dont elle sort diplômée en 1924. En 1925-1927, elle devient comédienne, dramaturge et metteur en scène du théâtre pédagogique central de Moscou
Elle est d'abord co-scénariste puis co-réalisatrice de plusieurs films dirigés par son mari, Grigori Rochal. Après 1945, elle réalise seule une dizaine de films, souvent des adaptations d’œuvres classiques.
Vera Stroïeva montre un intérêt particulier pour la musique. Ses deux films d'opéras d'après Moussorgski sont considérés comme des classiques : La Khovanchtchina est nommé aux Oscars de la meilleure musique de film en 1962 et Boris Godounov est projeté au Festival de Cannes hors compétition en 1987.
Membre de l'union des cinéastes de l'Union soviétique elle est décorée de l'Ordre de l'Insigne d'honneur et de l'Ordre de l'Amitié des peuples (1983).
Morte à Moscou le 26 août 1991, Vera Stroïeva est enterrée au cimetière de Kountsevo auprès de son mari Grigori Rochal.

## Filmographie

### Scénariste
- 1926 : Ces messieurs Skotinine ( Господа Скотинины) de Grigori Rochal
- 1927 : Son Excellence (Его превосходительство) de Grigori Rochal
- 1929 : Deux femmes (Две женщины) de Grigori Roschal
- 1930 : Un homme du village (Человек из местечка) de Grigori Rochal

### Réalisatrice
- 1930 : Le Droit des pères (Право отцов) – co-réalisation avec Grigori Rochal
- 1931 : L'Homme sans étui (Человек без футляра)
- 1934 : La Nuit de Saint-Petersbourg (ru) (Петербургская ночь) – co-réalisation avec Grigori Rochal, d'après Fiodor Dostoïevski)
- 1936 : La Génération des vainqueurs (Поколение победителей)
- 1939 : À la recherche de la joie (В поисках радости) – co-réalisation avec Grigori Rochal (d'après un roman de Fiodor Panfiorov (ru))
- 1942 : Fils de soldat (Сын бойца) – co-réalisation avec Herbert Rappaport
- 1942 : Les Géants des steppes (ru) (Батыры степей) – co-réalisation avec Grigori Rochal
- 1945 : Jeunes Musiciens (documentaire de 35 minutes sur l'École centrale de musique du Conservatoire Tchaikovsky de Moscou)
- 1947 : Maryté (ru) (Mарите), consacré à la partisane soviétique Marytė Melnikaitė
- 1951 : Le Grand Concert (un spectacle imaginaire donné au Théâtre Bolchoï, avec ses plus prestigieux artistes du chant et de la danse, montrant un large extrait du Prince Igor de Borodine)
- 1954 : Boris Godounov (ru) (Борис Годунов), d'après l'opéra de Modeste Moussorgski
- 1954 : Les Étoiles joyeuses (ru) (Весёлые звёзды)
- 1956 : Le Champ Poliouchko (ru) (Полюшко-поле)
- 1959 : La Khovanchtchina (ru) (Хованщина) d'après l'opéra de Modeste Moussorgski
- 1965 : Nous, peuple russe (ru) (Мы, русский народ) d'après le roman de Vsevolod Vichnevski)
- 1970 : Au cœur de la Russie (Сердце России)
- 1983 : Le Bouquet de violettes (ru) (Букет фиалок) – co-réalisation avec Oleg Bondarev (ru)